# 정한모
정한모(鄭漢模, 1923년 10월 27일 ~ 1991년 2월 23일)는 대한민국의 시인이며 국문학자이자 전직 정치인이다. 호는 일모(一茅).

## 생애
충청남도 부여에서 출생한 그는 일본 오사카[大阪]에 있는 나니와 상업학교(難波商業學校)를 졸업한 뒤, 1955년 서울대학교 국어국문학과에서 학사 학위를 취득했고 1959년 동 대학원에서 국어국문학 석사 학위를 받았다. 휘문고등학교 교사를 거쳐, 1958년 동덕여자대학 교수로 부임하였고, 1966년 서울대학교 국어국문학과 교수로 자리를 옮겨 1988년 퇴직 때까지 재직하였다.
문단 등단은 8·15광복 직후 김윤성(金潤成)·구경서(具慶書) 등과 함께 동인지 『백맥(白脈)』을 발간함으로써 이루어졌으나, 본격적인 활동은 1955년『한국일보』 신춘문예에 시 「멸입(滅入)」이 당선된 뒤부터이다. 1958년 제1시집 『카오스의 사족(蛇足)』에 이어 다음해 제2시집 『여백을 위한 서정』을 발간하였다.

서울대학교 교수, 문예진흥원장, 노태우 정부 시절에 문공부 장관 등을 지냈다. 1945년 동인지 《백맥》에 〈귀향시편〉을 발표하면서 시작 활동을 했으며, 《시탑》과 《주막》 동인으로 활동, 시집으로 《카오스의 사족》,《여백을 위한 서정》,《아가의 방》,《새벽》,《아가의 방 별사(別詞)》,《원점에 서서》 등이 있다. 《현대시론》,《한국 현대시 문학사》《한국 현대시의 정수》 등 다수의 학술서가 있다.

## 학력
- 일본 오사카 나니와 상업학교(難波商業學校) 졸업
- 서울대학교 국어국문학과 학사(1955년)
- 서울대학교 대학원 국어국문학과 문학 석사(1959년)
- 서울대학교 대학원 국어국문학과 문학박사(1972년)

## 가족 관계
- 손녀 정수영

## 상훈과 추모
- 1971년 한국시인협회상
- 1983년 서울특별시문화상
- 1987년 대한민국예술원상(시부문)